# Trophée Adolfo Leoni
Le Trophée Adolfo Leoni (en italien : Trofeo Adolfo Leoni) est une course cycliste italienne disputée près de Rieti, dans le Latium. Créée en 1977, cette épreuve rend hommage à l'ancien cycliste professionnel Adolfo Leoni. Elle est organisée apr l'Union Ciclista Rieti,.
Durant son existence, le Trophée fait partie du calendrier national de la Fédération cycliste italienne.

## Palmarès
| Année     | Vainqueur                | Deuxième                    | Troisième                  |
| --------- | ------------------------ | --------------------------- | -------------------------- |
| 1977      | Giuseppe Dello Marino    | Eros Pittavini              | Carlo Moriconi             |
| 1978      | Giuseppe Faraca          | Bruno Marcoaldi             | Vincenzo Pannone           |
| 1979      | Leopoldo Cecconi         | Giuseppe Lucherini          | Tiziano Pirozzi            |
| 1980      | Giuseppe Di Sciorio      | Giuseppe Faraca             | Marino Del Maestro         |
| 1981      | Stefano Giuliani         | Franco Pica                 | Maurizio Viotto            |
| 1982      | Domenico Marinelli       | Marco Lusini                | Giovanni Bevilacqua        |
| 1983      | Janusz Bieniek           | Domenico Marinelli          | Franco Pica                |
| 1984      | Rodolfo Massi            | Franco Cavicchi             |                            |
| 1985      | Andrzej Serediuk         | Edward Salas (en)           | Tullio Micheli             |
| 1986      | Michele Quartaroli       | Thomas Wegmüller            | Sandro Gentili             |
| 1987      | Marco Masetti            | Marco Lietti                | Stefano Santerini          |
| 1988      | Assiat Saitov            | Simone Borgheresi           | Gabriele Bezzi             |
| 1989      | Djamolidine Abdoujaparov | Claudio Brandini            | Massimiliano Catarci       |
| 1990      | Roberto Caruso           | Marco Di Pompeo             | Sergueï Outschakov         |
| 1991      | Renato Falcinelli        | Marco Di Pompeo             | Fabrice Julien             |
| 1992      | Leonardo Ceccarelli      | Lorenzo Di Lorenzo          | Andrea Pellegrini          |
| 1993      | Luigi Bielli             | Pavel Tcherkassov           | Filippo Simeoni            |
| 1994      | Gabriele Missaglia       | Luca Daddi                  | Vladimiro D'Ascenzo        |
| 1995      | Marco Antonio Di Renzo   | Gianluca Vezzoli            | Federico Profeti           |
| 1996      | Alessandro Romio         | Simone Campagnari           | Elio Aggiano               |
| 1997      | Alberto Ongarato         | Dimitri Pavi Degl'Innocenti | Pasquale Santoro           |
| 1998      | Alexander Fedenko        | Mirko Marini                | Flavio Zandarin            |
| 1999      | Fabio Testi              | Giorgio Feliziani           | Ivan Fanelli               |
| 2000      | Giuliano Sulpizi         | Simone Campagnari           | Héctor Mesa                |
| 2001      | Héctor Mesa              | Markus Knöpfle              | Pasquale Di Monaco         |
| 2002      | Alessandro D'Andrea      | Marco Bertini               | Massimo Amichetti          |
| 2003      | Emanuele Sella           |                             |                            |
| 2004-2008 | non disputé              |                             |                            |
| 2009      | Antonio Di Battista      | Gianandrea Marioli          | Gianluca Randazzo          |
| 2010      | Marco Stefani            | Ilya Gorodnichev            | Francesco Manuel Bongiorno |
| 2011      | Salvatore Puccio         | Alessandro Mazzi            | Massimo D'Elpidio          |
| 2012      | Ilya Gorodnichev         | Innocenzo Di Lorenzo        | Gian Marco Di Francesco    |
| 2013      | Mario Sgrinzato          | Marco D'Urbano              | Alfio Locatelli            |
| 2014      | Nicola Gaffurini         | Simone Sterbini             | Ivan Martinelli            |
| 2015      | Fabio Tommassini         | Filippo Tagliani            | Gennaro Giustino           |
| 2016      | Yuri Colonna             | Martin Otoničar             | Juan Felipe Guzmán         |